# Wilhelm Alter
Wilhelm Alter, född 1878, död (genom självmord) 15 januari 1913, var en tysk tidningsman.
Alter var från 1907 redaktör för "Wiener Allgemeine Zeitung". Han utgav 1912 arbetet Feldzeugmeister Benedek und der Feldzug der k.k. Nordarmée 1866 (1912), i vilket det påstås att fältmarskalken Ludwig von Benedeks plan att först angripa den från Schlesien anryckande tyske kronprinsen genom en intrig av generalstabschefen Henikstein och generalmajor Krismanic kom att ändras till en framstöt mot prins Fredrik Karl, vilken ledde till nederlaget i slaget vid Königgrätz. Alters arbete stöds av en rad angivna, men i själva verket obefintliga dokument. Historikern Heinrich Friedjungs avslöjande av detta i "Österreichische Rundschau" den 13 januari 1913 ledde till Alters självmord två dagar senare.